# آرون هررا (بازیکن فوتبال)

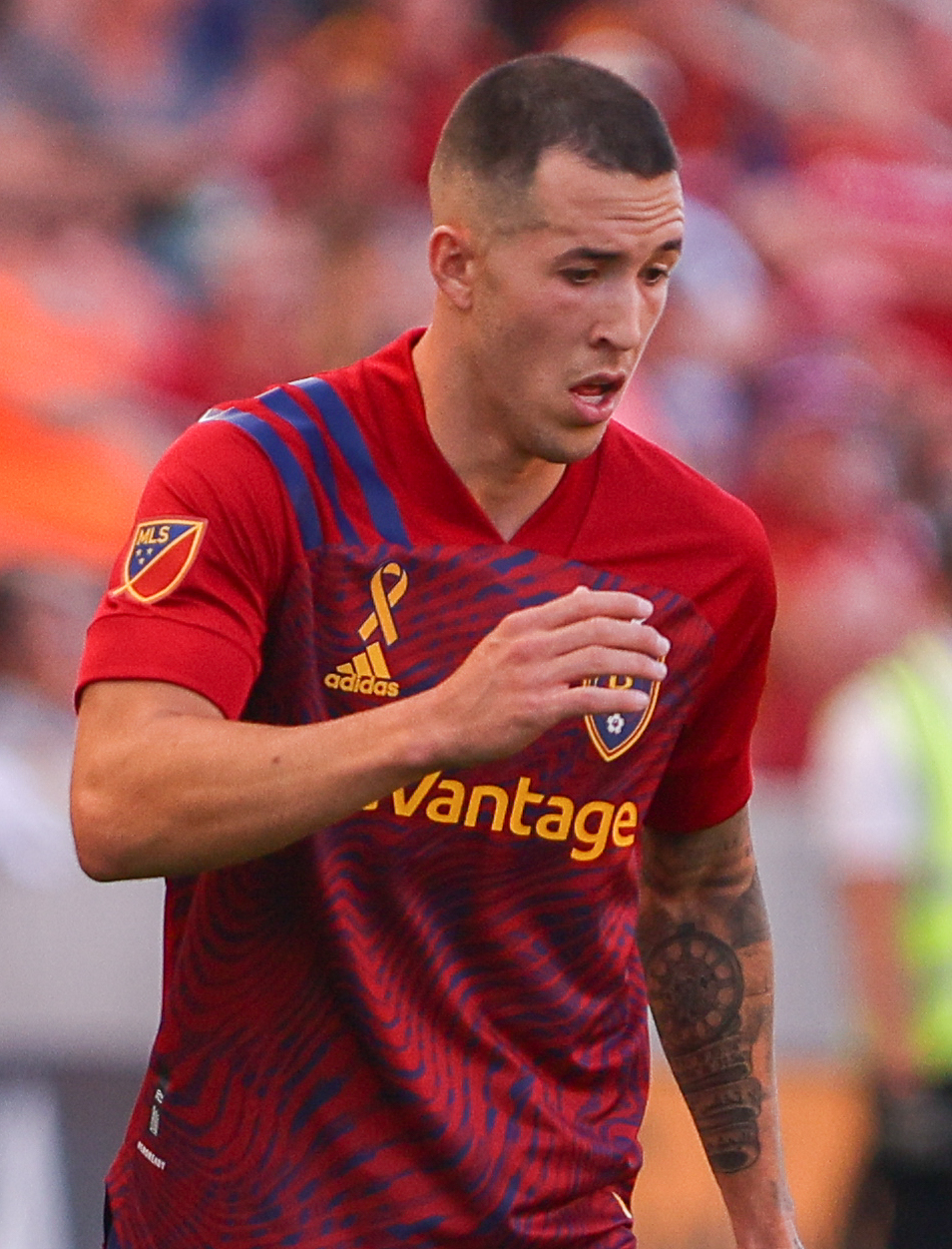
آرون هررا در سال ۲۰۲۱

آرون هررا (انگلیسی: Aaron Herrera؛ زادهٔ ۶ ژوئن ۱۹۹۷) بازیکن فوتبال اهل ایالات متحده آمریکا است.
از باشگاه‌هایی که در آن بازی کرده‌است می‌توان به رئال سالت لیک اشاره کرد.
وی همچنین در تیم‌های ملی فوتبال United States men's national under-20 soccer team, United States men's national under-23 soccer team، و ایالات متحده آمریکا بازی کرده‌است.